# Vilhelm Bjerknes
Vilhelm Friman Koren Bjerknes (Christiania, 1862. március 14. – Oslo, 1951. április 9.) norvég fizikus, matematikus, a bergeni iskola és a numerikus meteorológia megalapítója. A norvég Carl Bjerknes fia, elsőként dolgozta ki a hidrodinamikának és termodinamikának egy olyan szintézisét, amely jól alkalmazhatónak bizonyult a nagy skálájú légköri és óceáni cirkuláció leírására. 1904-ben a Meteorologische Zeitschrift folyóiratban publikált írásában felvázolja a numerikus időjárás-előrejelzés alapjait.

## Pályafutás
1893-ban matematika tanárkánt érkezett a Stockholmi Műszaki Egyetemre, két évvel később az alkalmazott mechanika és matematikai fizika professzorává avatták. Itt mutatta be alapvető az összefüggéseket a folyadék dinamika és a termodinamika között. Cirkulációs tételében általánosította Helmholtz (1858) és Kelvin (1867) által előterjesztett elméleteket. Ennek segítségével Bjerknes rájött hogyan lehet hidrodinamikai és termodinamika egyenletekkel kiszámítani az inhomogén folyadékokban lejátszódó mozgásokat. Svéd kémikus kollégái Svante Arrhenius és az oceanográfus Otto Peterson bátorítására légköri és óceáni mozgások elméletein kezdett dolgozni.
1904-ben jelent meg úttörő cikke a Meteorologische Zeitschrift német nyelvű meteorológiai folyóiratban. A főcím a következő volt: "Az időjárás mint probléma mechanikai és fizikai szempontból" 
Több mint 100 éve írta le Vilhelm Bjerknes az alábbi mindmáig érvényes megállapítását az előrejelzésről:
1. „… a jövőben a légköri állapotok törvény szerint a korábbiakból fejlődnek ki, így a meteorológiai előrejelzés problémájának megoldásához elegendő megfelelő pontossággal ismernünk a légkör állapotát egy adott pillanatban, valamint azokat a fizikai törvényszerűségeket, melyek alapján az egyik légköri állapot a másikból kifejlődik”.
2. „… egy időpontra a légköri jellemzők értékeit a következő egyenletek alapján számíthatjuk ki: a három hidrodinamikai mozgásegyenlet, a kontinuitási egyenlet, a légkör állapotegyenlete és a termodinamika két főtétele”.

Az előrejelzések gyakorlati megvalósítása ekkor még lehetetlen volt, sok szakember háromhavi munkájával sikerült csak egy három órás előrejelzést végigszámolni. Fél évszázadot kellett még várni a nagy-teljesítményű számítógépek megjelenésére, melyek műveleti sebessége már lehetővé tette a numerikus előrejelzést.
1905-ben a Washingtoni Carnegie Intézetben tartott előadást az előrejelzési problémákról. Előadásában két meghatározó problémát ismertetett:
1. Diagnosztikai probléma: a légkör pillanatnyi fizikai, mechanikai állapotának meghatározása
2. Előrejelzési probléma: a fizikai törvények segítségével nem lehet elég gyorsan kiszámolni a folyamatosan változó légtömegek fizikai, mechanikai állapotát

A következő 35 évben Bjerknes szervesen részt vett a Carnegie Intézet alkalmazott zónameteorológiai és óceanográfiai kutatásaiban.
1907-ben Bjerknes visszatért Norvégiába. Még 1912 előtt a Christianiai Egyetem professzorává avatták, majd az újonnan alakult Lipcsei Geofizikai Intézet vezetőjévé.

## Bergeni Geofizikai Intézet
Vilhelm Bjerknes 55 évesen 1917-nen megalapította a Bergeni Geofizikai Intézetet, melyet a szakirodalom a híres „Bergeni iskola”-ként tart számon. E műhely munkájába olyan neves tudósok kapcsolódtak be, mint T. Bergeron, H. Solberg vagy C. G. Rossby, a Rossby hullámok névadója. Néhány év alatt kiemelkedő jelentőségű tudományos munkák születtek. Itt készültek az időjárási frontoknak, mint hideg és meleg légtömegek határterületeinek első igényesebb elemzése. Kidolgozták a mérsékelt övi ciklonok keletkezésének modelljét és polár front-elméletet. Elméleti megfontolásokkal és mérési eredményekkel alátámasztva feltérképezték a mérsékelt övi ciklonok szerkezetét, felhő- és csapadékrendszerét, útvonalát, élettartamát. Itt készültek az első, az időjárás-előrejelzésére szolgáló analizált térképek, a szinoptikus térképek. A két világháború között ennek az intézetnek nagy teorikusai emelték a meteorológiát önálló elméleti tudománnyá a fizikai hidrodinamika terén kifejtett munkásságukkal.
Szinoptikus térkép az ábra egy talajszinti térképet mutat, melyen jól látszanak az alacsony és magas nyomású centrumok, s az őket elválasztó hidegfront szakaszok, (a front vonalán háromszögekkel), illetve a meleg frontok (a front vonalán félkörökkel).

## Jacob Bjerknes
Vilhelm Bjerknes fia Jacob Bjerknes (1897-1975) is itt dolgozott, immár a család harmadik generációja képviseletében, egész életében a nagy térségű légkör-óceán kölcsönhatásokkal, a légköri oszcillációs folyamatokkal és az éghajlatváltozással foglalkozott.